# Miguel Servet
Miguel Servet (n. 29 septembrie 1511, Villanueva de Sigena⁠(d), Aragon, Spania – d. 27 octombrie 1553, Geneva, Republica Geneva⁠(d)), născut Miguel Serveto, cunoscut și ca Miguel de Villanueva, a fost teolog, medic și umanist. Interesele sale cuprindeau numeroase științe: astronomia și meteorologia, geografia, jurisprudența, studiile biblice, matematica, anatomia și medicina. În medicină, Michel Servet a fost descoperitorul circulației pulmonare (mica circulație). 
Ca teolog, Michel Servet a dezvoltat un protestantism radical, refuzând să accepte dogma Trinității (Sfânta Treime). În plină epocă a Inchiziției, el și-a exprimat și argumentat convingerea că Tatăl, Fiul și Sfântul Duh sunt ființe separate și distincte, şi nu manifestări ale lui Dumnezeu, publicând mai multe lucrări teologice: Despre erorile Trinității, Dialoguri despre Trinitate și Despre justiția în împărăția lui Hristos. A purtat o incitantă corespondență cu Jean Calvin, exprimându-și deschis convingerile religioase, fapt care i se va dovedi fatal. Denunțat Inchiziției, pe data de 17 iunie 1553, Marele Consiliu din Geneva îl condamnă pentru erezie „din cauza celor 17 scrisori remise Sfântului Oficiu de către Jehan Calvin, predicator în Geneva”. A refuzat să își renege convingerile. A fost ars pe rug la Geneva, pe 27 octombrie 1553, împreună cu cărțile sale. 

## Legături externe
- Miguel Servet Cercetare
- Un savant neinfricat si erezia lui fatala Arhivat în 10 iulie 2009, la Wayback Machine., 24 iunie 2009, Gabriel Tudor, Revista Magazin